# Rhododendron ripense
Rhododendron ripense är en ljungväxtart som beskrevs av Tomitaro Makino. Rhododendron ripense ingår i släktet rododendron, och familjen ljungväxter. Inga underarter finns listade i Catalogue of Life.